# Алеш Меяц
Алеш Меяц (словен. Aleš Mejač, нар. 18 березня 1983, Крань) — словенський футболіст, півзахисник клубу «Марибор» та національної збірної Словенії.

## Клубна кар'єра
У дорослому футболі дебютував 2001 року виступами за команду «Триглав» з рідного міста Крань, в якій провів один сезон, взявши участь у 14 матчах чемпіонату.
Протягом сезону 2002/03 років захищав кольори команди «Копер».
Своєю грою за останню команду привернув увагу представників тренерського штабу «Мури 05», до складу якої приєднався влітку 2003 року. Відіграв за команду з міста Мурска-Собота наступні два сезони своєї ігрової кар'єри. Більшість часу, проведеного у складі «Мури», був основним гравцем команди.
Влітку 2005 року уклав контракт з клубом «Бела Країна», у складі якого провів наступний рік своєї кар'єри гравця.
З 2006 року знову, цього разу два сезони, захищав кольори команди клубу «Копер». Граючи у складі «Копера» також здебільшого виходив на поле в основному складі команди і 2007 року допоміг команді виграти Кубок Словенії.
Влітку 2008 року Меяц став гравцем «Марибора», з яким виграв низку національних трофеїв. Наразі встиг відіграти за команду з Марибора 134 матчі в національному чемпіонаті.

## Виступи за збірну
15 жовтня 2008 року дебютував в офіційних матчах у складі національної збірної Словенії у відбірковій грі до чемпіонату світу 2010 року проти збірної Чехії (0:1), вийшовши на заміну на 87 хвилині замість Мішо Бречко. Наразі провів у формі головної команди країни 5 матчів.

## Титули і досягнення
- Чемпіон Словенії (6):

«Марибор»: 2008-09, 2010-11, 2011-12, 2012-13, 2013-14, 2014-15
- Володар Кубка Словенії (4):

«Копер»: 2006-07
«Марибор»: 2009-10, 2011-12, 2012-13
- Володар Суперкубка Словенії (4):

«Марибор»: 2009, 2012, 2013, 2014